# Nowata
Nowata és l'única ciutat i seu del Comtat de Nowata a l'estat d'Oklahoma dels Estats Units d'Amèrica.

## Demografia
Segons el cens dels Estats Units del 2000 Nowata tenia 3.971 habitants, 1.622 habitatges, i 1.026 famílies. La densitat de població era de 494,6 habitants per km².
Dels 1.622 habitatges en un 28,7% hi vivien nens de menys de 18 anys, en un 46,5% hi vivien parelles casades, en un 13,4% dones solteres, i en un 36,7% no eren unitats familiars. En el 33,8% dels habitatges hi vivien persones soles el 19,2% de les quals corresponia a persones de 65 anys o més que vivien soles. El nombre mitjà de persones vivint en cada habitatge era de 2,32 i el nombre mitjà de persones que vivien en cada família era de 2,96.
Per edats la població es repartia de la següent manera: un 25,6% tenia menys de 18 anys, un 8,2% entre 18 i 24, un 22,9% entre 25 i 44, un 21,6% de 45 a 60 i un 21,7% 65 anys o més.
L'edat mediana era de 40 anys. Per cada 100 dones de 18 o més anys hi havia 84,7 homes.
La renda mediana per habitatge era de 23.835 $ i la renda mediana per família de 31.836 $. Els homes tenien una renda mediana de 26.556 $ mentre que les dones 18.989 $. La renda per capita de la població era de 12.633 $. Entorn de l'11,6% de les famílies i el 19,2% de la població estaven per davall del llindar de pobresa.

## Poblacions properes
El següent diagrama mostra les poblacions més properes.